# Constantin Zech von Deybach

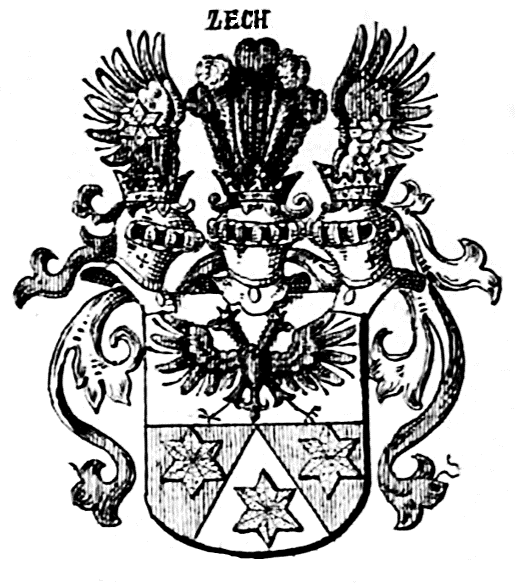
Wappen der Freiherren von Zech

Constantin Zech von Deybach seit 1677 Freiherr zu Sultz (* um 1625; † nach 1677) war ein oberösterreichischer Hofkammerrat und Oberforstmeister der Markgrafschaft Burgau.  

## Leben
Er stammte aus dem Adelsgeschlecht Zech von Deybach. Seine Eltern waren Hans Wolf Zech von Deybach und dessen Ehefrau Anna Corona geb. Rehlinger von Horgau. Constantin Zech von Deybach diente zunächst dem Tiroler Landesfürsten Erzherzog Sigismund Franz als Rat und Zahlmeister. Darauf bekleidete er die Ämter des oberösterreichischen Hofkammerrates, Oberforstmeisters und Oberbeamten der Markgrafschaft Burgau. Des Weiteren führte er den Titel eines Erbkuchelmeisters des Hochstiftes Augsburg. In Anbetracht seiner Verdienste erhob ihn Kaiser Leopold I. am 12. März 1677 in Wien mit dem Prädikat "Zech von Deybach Freiherr zu Sulz" in den erbländischen und Reichs-Freiherrenstand. Im darauf folgenden Jahr erhielt er vom Tiroler Landesfürsten die Eintragung in die Adelsmatrikel der gefürsteten Grafschaft Tirol. Die Linie ist mit seinem Nachkommen, dem Oberpfleger von Westendorf Joseph Maria Freiherr Zech von Deybach, Freiherr von Sulz (* 1758) erloschen. Die Güter fielen darauf an die Nachkommen des jüngeren Bruders von Constantin, Christian Zech von Deybach. 

## Familie
Constantin Zech von Deybach heiratete 1661 Maria Eleonora von Bärendorf (* um 1638), die Tochter von Hans Christoph von Bärendorf und Clara Anna von Siegenstein. Seine Kinder waren:
1. Johann Joseph Zech von Deybach (* 1661), ⚭ Maria Cleopha Freiin von Schmid
2. Franz Albrecht Zech von Deybach (* 1662), Geheimer Rat, Einnehmer, ⚭ 1684 Maria Theresia Langenmantel
3. Maria Corona Zech von Deybach (* 1665), ⚭ Maximilian Joseph Freiherr von Rehling
4. Johann Wolfgang Zech von Deybach (* 24. Juni 1667; † 1698), Kammerrat, ⚭ 1698 Francisca Claudia Freiin von Stain

## Vorfahren
| Constantin Zech von Deybach Freiherr zu Sulz | Hans Wolf Zech von Deybach        | Adam Zech von Deybach         | Adam Zech                                |
| Constantin Zech von Deybach Freiherr zu Sulz | Hans Wolf Zech von Deybach        | Adam Zech von Deybach         | Dorothea Dillherr                        |
| Constantin Zech von Deybach Freiherr zu Sulz | Hans Wolf Zech von Deybach        | Anna Felicitas Welser         | Hans Welser                              |
| Constantin Zech von Deybach Freiherr zu Sulz | Hans Wolf Zech von Deybach        | Anna Felicitas Welser         | Catharina Rembold                        |
| Constantin Zech von Deybach Freiherr zu Sulz | Maria Corona Rehlinger von Horgau | Bernhard Rehlinger von Horgau | Sebastian Christoph Rehlinger von Horgau |
| Constantin Zech von Deybach Freiherr zu Sulz | Maria Corona Rehlinger von Horgau | Bernhard Rehlinger von Horgau | Anna Vogel                               |
| Constantin Zech von Deybach Freiherr zu Sulz | Maria Corona Rehlinger von Horgau | Constantia Welser             | David Welser                             |
| Constantin Zech von Deybach Freiherr zu Sulz | Maria Corona Rehlinger von Horgau | Constantia Welser             | Anna Reihing                             |